# Hveragerði
Hveragerði è una località nel sudovest dell'Islanda, pochi chilometri a ovest di Selfoss.
I primi edifici risalgono agli anni venti; la cittadina cresce in seguito allo sviluppo dell'agricoltura, legato alla presenza di serre riscaldate con 
energia geotermica proveniente dalle vicini fonti di acqua bollente.
Nelle vicinanze sono presenti alcuni fiumi di acqua calda.